# Snoop (logiciel)
Pour les articles homonymes, voir Snoop.
snoop est un packet sniffer en ligne de commande. Il permet d'obtenir le détail du trafic visible depuis une interface réseau d'une machine fonctionnant sous le système d'exploitation Solaris.